# Kryptisk æra
Den Kryptiske æra er en uformel betegnelse for den tidligste geologiske udviklingsperiode på Jorden og Månen. Det er den ældste æra i den ligeledes uformelle Hadal-æon, og periodens begyndelse for tæt ved 4.567,17 millioner år siden, da Jorden og Månen dannedes, er et alment anerkendt tidspunkt.
Indtil nu er der ikke fundet prøver, som kan datere overgangen mellem den kryptiske æra og de efterfølgende bassingruppe-æraer for Månen (hvor disse sammen med den kryptiske æra udgør perioden Præ-Nectarian), selv om nogle fremfører, at æraen sluttede for 4.150 millioner år siden for den ene eller begge disse himmellegemers vedkommende. Hverken denne tidsperiode eller nogen anden underopdeling af Hadal er officielt anerkendt af ICS (Den internationale stratigrafikommission).
Perioden kaldes kryptisk, fordi meget få geologiske forekomster har overlevet fra den. De fleste landformer og klipper er sandsynligvis enten tilintetgjort i den fase, som betegnes det tidlige bombardement, eller af de vedvarende virkninger af pladetektonik. Jorden samledes og voksede, dens indre opdeling opstod, og dens smeltede overflade størknede i løbet af den kryptiske æra. Ifølge teorien om gigantsammenstødet, som førte til Månens dannelse, skete dette også i dette tidsrum.
De ældste kendte mineraler er fra den kryptiske æra.